# Tianzhou 7
Tianzhou 7 (chinesisch: 天舟七号) war die siebte Mission des unbemannten Frachtraumschiffs der Tianzhou-Klasse und die sechste Nachschubmission zur Chinesischen Raumstation. Wie frühere Tianzhou-Missionen wurde die Raumsonde vom Kosmodrom Wenchang in Hainan, China, mit einer Langer-Marsch-7-Rakete gestartet. Der Start erfolgt am 17. Januar 2024 um 14:27 UTC, bereits um 17:46 koppelte der Frachter an die Chinesische Raumstation an. An Bord war insgesamt 5600 kg Ladung. Tianzhou-7 koppelte am 10. November von der Raumstation ab und ging in den Freiflug über. Nachdem ein einen wissenschaftlicher Satellit ausgesetzt worden war, wurde das Frachtschiff am 17. November kontrolliert zum Absturz gebracht.